# Sistema de aislamiento térmico exterior

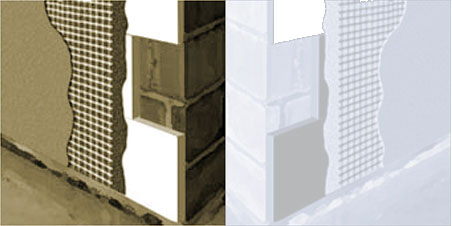
Ejemplo de un Sistema de Aislamiento Térmico Exterior.

El Sistema de Aislamiento Térmico Exterior (SATE o EIFS por sus siglas en inglés) califica a un conjunto de soluciones constructivas que tienen en común aportar el necesario por su cara exterior; a modo de envolvente térmica. Nació como un recurso de rehabilitación de fachadas aportando ahorro energético y actualmente se aplica también en obra nueva por sus demostradas ventajas.
Tiene su origen en Centroeuropa en torno a 1950 para protegerse del frío y como ahorro energético en arquitectura. Actualmente se emplea en todo el mundo, también en zonas secas como Dubái, para protección ante el calor.
La combinación en obra de varios materiales forman el sistema:
- Perfil perimetral de arranque en aluminio para la correcta alineación y nivelación del sistema así como punto de arranque estanco en la fachada.
- Aislamiento. Instalación de planchas de EPS (Poliestireno expandido) o lana mineral en el grosor elegido (mínimo recomendado: 6 cm).
- Anclaje de las planchas de aislamiento a la fachada mediante fijaciones con mínima acción de puente térmico.
- Sellado y reforzado de ventanas y vértices de la vivienda. Mediante diversos tipos de cantoneras de PVC acompañadas con malla de fibra de vidrio. Se adhieren con mortero especial.
- Revestido integral. Se revisten las planchas de aislamiento con malla de fibra de vidrio embebida en mortero especial.
- Imprimación y acabado mediante revoques estructurados desde 1mm a 3mm en el color elegido. Revoques de silicato, resina sintética, acrílica, de silicona(con nanotecnología), etc. Debido a que el aislamiento térmico posterior evita la difusión del calor la energía del sol incidente sobre los aproximadamente 3 mm de concreto armado con malla de fibra de vidrio puede alcanzar temperaturas de hasta 80 °C. Es importante utilizar terminaciones claras o productos desarrollados por la NASA para el transbordador espacial como el "Super Therm" [1] a base de micro-esferas cerámicas.

Los revoques y pinturas de resina de silicona, gracias al desarrollo nanotecnológico, poseen altísima capacidad de impermeabilización, pero a su vez son muy transpirables. Por este motivo se ensucian muy poco y son muy resistentes a las acciones meteorológicas, manteniendo su hidrofobia y su inalterabilidad cromática a lo largo del tiempo.
Los Sistemas SATE deben ser aplicados por empresas especializadas, ya que existen unos pasos a seguir que garantizan el correcto funcionamiento de dichos sistemas.